# How to Marry a Millionaire
How to Marry a Millionaire là bộ phim hài lãng mạn của đạo diễn Jean Negulesco, được viết và sản xuất bởi Nunnally Johnson. Kịch bản được dựa trên tác phẩm The Greeks Had a Word for It by Zoë Akins and Loco của Dale Eunson và Katherine Albert. Bộ phim có sự góp mặt của những ngôi sao nổi tiếng như Betty Grable, Marilyn Monroe, và Lauren Bacall cùng với William Powell, David Wayne, Rory Calhoun, và Cameron Mitchell.
Tại Việt Nam, bộ phim được phát sóng lại vào khung phim cuối tuần 21h30 ngày 9/2/2014 trên VTV1. 

## Diễn viên chính
- Betty Grable vai Loco Dempsey
- Marilyn Monroe vai Pola Debevoise
- Lauren Bacall vai Schatze Page
- David Wayne vai Freddie Denmark
- Rory Calhoun vai Eben
- Cameron Mitchell vai Tom Brookman
- Alex D'Arcy vai J. Stewart Merrill
- Fred Clark vai Waldo Brewster
- William Powell vai J. D. Hanley